# Arthur Teuber
Arthur Teuber (* 5. August 1875 in Neiße; † 7. September 1944 in Berlin) war ein deutscher Drehbuchautor und Regisseur.

## Leben
Der aus Niederschlesien stammende Teuber hatte 20-jährig eine künstlerische Ausbildung absolviert und seine berufliche Laufbahn 1896 als Bühnenschauspieler begonnen. Bereits zehn Jahre darauf knüpfte er erstmals Kontakte zum Film. Erst in der Spätphase des Ersten Weltkriegs nahm Teubers Filmtätigkeit Gestalt an, als ihn der Regisseur Richard Eichberg zu sich holte und ihn Drehbücher schreiben ließ. 1920 führte Teuber erstmals auch Film-Regie, in einigen seiner Werke erhielt seine Ehefrau, die Schauspielerin Jutta Jol, die Hauptrolle. Schon nach wenigen Jahren und weitgehend erfolglosen Inszenierungen erhielt Arthur Teuber keine Regieaufträge mehr.
Teuber musste sich fortan mit geringfügigen Beschäftigungen begnügen. Auch im 3. Reich, wo er sich als engagierter Nationalsozialist hervortat, ließ man ihn kaum mehr als Hilfstätigkeiten verrichten. Sein einstiger Mentor Eichberg holte ihn 1937 zu den Dreharbeiten zu seinem in Indien entstandenen Zweiteiler Der Tiger von Eschnapur/Das indische Grabmal.
Stark verschuldet, ließ man Teuber 1939 unter Vermittlung des Staatssekretärs im Propagandaministerium, Karl Hanke, kleinere Hilfstätigkeiten für die Filmbank verrichten. Über Hitlers nachmaligen Kanzleichef Martin Bormann erhielt der mittlerweile 65-jährige Arthur Teuber schließlich 1940 den Posten eines Abteilungsleiters bei der Film-Auslandspresse der UFA.

## Filme (als Drehbuchautor)
- 1917: Strandgut oder Die Rache des Meeres
- 1917: Und führe uns nicht in Versuchung
- 1918: Im Zeichen der Schuld
- 1918/19: Kinder der Landstraße
- 1919: Wehrlose Opfer
- 1919: Jettatore
- 1919: Sünden der Eltern
- 1920: Der Fluch der Menschheit, 2 Teile
- 1920: Der Tanz auf dem Vulkan, 2 Teile
- 1920: Johann Baptiste Lingg (auch Regie)
- 1921: Die Geheimnisse von Berlin, 1. Teil (nur Regie)
- 1921: Die weiße Sklavin, 2 Teile (nur Regie)
- 1921: Memoiren eines Kammerdieners (auch Regie)
- 1922: Die siebente Nacht (nur Regie)
- 1924: Lord Reginalds Derbyritt (nur Regie)
- 1929: Wer wird denn weinen, wenn man auseinandergeht (Produktionsleitung)